# ۵۸۴ (میلادی)

## زادروزها
- کلوتار دوم، پادشاه فرانک‌ها

## مرگ‌ها
- شیلپریک یکم پادشاه نوستریا